# Imraguen
Imraguen – grupa etniczna żyjąca w Mauretanii, zamieszkująca wioski rybackie w Parku Narodowym Banc d'Arguin, jak również obszary poza parkiem, znajdujące się w granicach Mauretanii i Sahary Zachodniej. Nazwa Imraguen pochodzi od berberyjskiego słowa znaczącego „rybacy”.